# Aspach, Haut-Rhin
Aspach är en kommun i departementet Haut-Rhin i regionen Grand Est (tidigare regionen Alsace) i nordöstra Frankrike. Kommunen ligger i kantonen Altkirch som tillhör arrondissementet Altkirch. År 2022 hade Aspach 1 141 invånare.

## Befolkningsutveckling
Antalet invånare i kommunen Aspach
| Referens: INSEE |